# Локве (Алибунар)
Локве је насеље у Србији, у општини Алибунар, у Јужнобанатском управном округу. Према попису из 2022. било је 1.508 становника.

## Историја
Свети Михало (Локве) први пут се помиње 1404. године под именом Szentmihal, 1717-Сент Михај, 1779-Sent Mihály, 1911-Veg-Sént- Mihály, 1922-Свети Михало.
Свети Михало је 1404. године припадао Крашовском комитату, а био је у поседу породице де Осиак (de Osiak). У то доба одузео је краљ Сигмунд овај посед од породице Осиак и поклонио га Јовану де Мароту (de Marot).
За време турске владавине (1662) још је постојало ово насеље. Године 1716. већ опустошено насеље ушло је у састав Вршачког диштрикта.
У Свети Михал доселило се 1740. године 40 румунских породица из Влашке, које су већ 1743. имале намеру да се одселе на пустару Ловрин, а 1745. на пољско добро Остине маре (Уздин).
У Светом Михалу 1749. године било је 44 кућа. Свети Михало 1744. додељен је Илирској, а 1776. Немачко-банатској регименти. Аустријски царски ревизор Ерлер је 1774. године констатовао да место "Сент Михаљ" припада Вршачком округу, Вршачког дистрикта. Село има милитарски статус а становници су претежно Власи.
Године 1782. бројао је 1.063 православна становника, 1814. подигнута садашња црква, 1843. било је четири свештеника на 2.371 становника православне вере, а два учитеља поучавало је 296 ђака. Свети Михал је додељен 1845. Српско-банатској регименти. 29 и 30. јуна 1848. почео је српско-мађарски рат код Св. Михала, и село је уништено пожаром.
Године 1854. Свети Михал је припадао алибунарској општини и имао 2.896 становника.
У деценији од 1872 до 1882. године снашла је општински атар поплава, скоро сваке године. Године 1873. припојен је Свети Михало алибунарском срезу Торонталскок комитата. Око 1900. године основана је Вегсентимаљска Општинска штедионица.
Бројно кретање становништва последњих деценија било је: 1869. године 3.236 становника; 1880-2.856; 1890-3.369; 1900-3.950; 1910-4.095 становника.
По попису на дан 31. јануара 1921. Свети Михало је имао 3.970 становника, од којих је било: Срба-21; Осталих Словена-1; Румуна-3.918; Немаца-21; Мађара-9.
Село је било погођено великим пожаром у октобру 1958, страдало је око 50 домаћинстава.

## Демографија
У насељу Локве живи 1.638 пунолетних становника, а просечна старост становништва износи 44,1 година (43,0 код мушкараца и 45,3 код жена). У насељу има 620 домаћинстава, а просечан број чланова по домаћинству је 3,23.
Ово насеље је већински насељено Румунима (према попису из 2002. године), а у последњих пет пописа примећен је пад у броју становника.
|  |

| Демографија | Демографија | Демографија |
| Година      | Становника  | Становника  |
| ----------- | ----------- | ----------- |
| 1948.       | 4.184       |             |
| 1953.       | 4.246       |             |
| 1961.       | 4.243       |             |
| 1971.       | 3.826       |             |
| 1981.       | 3.511       |             |
| 1991.       | 2.973       | 2.450       |
| 2002.       | 2.002       | 2.824       |

| Етнички састав према попису из 2002.‍ | Етнички састав према попису из 2002.‍ | Етнички састав према попису из 2002.‍ | Етнички састав према попису из 2002.‍ | Етнички састав према попису из 2002.‍ |
| ------------------------------------ | ------------------------------------ | ------------------------------------ | ------------------------------------ | ------------------------------------ |
|                                      |                                      |                                      |                                      |                                      |
| Румуни                               | Румуни                               |                                      | 1.819                                | 90,85%                               |
| Роми                                 | Роми                                 |                                      | 111                                  | 5,54%                                |
| Срби                                 | Срби                                 |                                      | 33                                   | 1,64%                                |
| Македонци                            | Македонци                            |                                      | 8                                    | 0,39%                                |
| Словаци                              | Словаци                              |                                      | 5                                    | 0,24%                                |
| Мађари                               | Мађари                               |                                      | 5                                    | 0,24%                                |
| Муслимани                            | Муслимани                            |                                      | 4                                    | 0,19%                                |
| Југословени                          | Југословени                          |                                      | 4                                    | 0,19%                                |
| Хрвати                               | Хрвати                               |                                      | 2                                    | 0,09%                                |
| Словенци                             | Словенци                             |                                      | 1                                    | 0,04%                                |
| Немци                                | Немци                                |                                      | 1                                    | 0,04%                                |
| Албанци                              | Албанци                              |                                      | 1                                    | 0,04%                                |
| непознато                            | непознато                            |                                      | 4                                    | 0,19%                                |

| \| \| м \| \| \| ж \| \| ? \| 7 \| \| \| 8 \| \| 80+ \| 28 \| \| \| 41 \| \| 75—79 \| 48 \| \| \| 74 \| \| 70—74 \| 78 \| \| \| 96 \| \| 65—69 \| 76 \| \| \| 82 \| \| 60—64 \| 56 \| \| \| 72 \| \| 55—59 \| 53 \| \| \| 61 \| \| 50—54 \| 64 \| \| \| 48 \| \| 45—49 \| 69 \| \| \| 58 \| \| 40—44 \| 59 \| \| \| 53 \| \| 35—39 \| 56 \| \| \| 43 \| \| 30—34 \| 67 \| \| \| 63 \| \| 25—29 \| 64 \| \| \| 66 \| \| 20—24 \| 46 \| \| \| 56 \| \| 15—19 \| 42 \| \| \| 61 \| \| 10—14 \| 58 \| \| \| 42 \| \| 5—9 \| 64 \| \| \| 54 \| \| 0—4 \| 42 \| \| \| 47 \| \| Просек : \| 43,0 \| \| \| 45,3 \| |      |  |  |      |
| |      |  |  |      |
| | м    |  |  | ж    |
| ? | 7    |  |  | 8    |
| 80+ | 28   |  |  | 41   |
| 75—79 | 48   |  |  | 74   |
| 70—74 | 78   |  |  | 96   |
| 65—69 | 76   |  |  | 82   |
| 60—64 | 56   |  |  | 72   |
| 55—59 | 53   |  |  | 61   |
| 50—54 | 64   |  |  | 48   |
| 45—49 | 69   |  |  | 58   |
| 40—44 | 59   |  |  | 53   |
| 35—39 | 56   |  |  | 43   |
| 30—34 | 67   |  |  | 63   |
| 25—29 | 64   |  |  | 66   |
| 20—24 | 46   |  |  | 56   |
| 15—19 | 42   |  |  | 61   |
| 10—14 | 58   |  |  | 42   |
| 5—9 | 64   |  |  | 54   |
| 0—4 | 42   |  |  | 47   |
| Просек : | 43,0 |  |  | 45,3 |

| Година пописа     | 1948. | 1953. | 1961. | 1971. | 1981. | 1991. | 2002. |
| ----------------- | ----- | ----- | ----- | ----- | ----- | ----- | ----- |
| Број домаћинстава | 828   | 846   | 911   | 866   | 792   | 730   | 620   |

| Број чланова      | 1   | 2   | 3  | 4   | 5  | 6  | 7  | 8 | 9 | 10 и више | Просек |
| ----------------- | --- | --- | -- | --- | -- | -- | -- | - | - | --------- | ------ |
| Број домаћинстава | 129 | 145 | 90 | 102 | 66 | 58 | 19 | 7 | 3 | 1         | 3,23   |

| Пол    | Укупно | Неожењен/Неудата | Ожењен/Удата | Удовац/Удовица | Разведен/Разведена | Непознато |
| ------ | ------ | ---------------- | ------------ | -------------- | ------------------ | --------- |
| Мушки  | 813    | 148              | 564          | 84             | 16                 | 1         |
| Женски | 882    | 125              | 558          | 172            | 21                 | 6         |
| УКУПНО | 1.695  | 273              | 1.122        | 256            | 37                 | 7         |

| Пол    | Укупно                    | Пољопривреда, лов и шумарство | Рибарство                            | Вађење руде и камена | Прерађивачка индустрија       |
| ------ | ------------------------- | ----------------------------- | ------------------------------------ | -------------------- | ----------------------------- |
| Мушки  | 521                       | 451                           | 0                                    | 4                    | 10                            |
| Женски | 345                       | 274                           | 0                                    | 0                    | 9                             |
| Укупно | 866                       | 725                           | 0                                    | 4                    | 19                            |
|        |                           |                               |                                      |                      |                               |
| Пол    | Производња и снабдевање   | Грађевинарство                | Трговина                             | Хотели и ресторани   | Саобраћај, складиштење и везе |
| Мушки  | 1                         | 4                             | 12                                   | 2                    | 4                             |
| Женски | 1                         | 1                             | 19                                   | 1                    | 1                             |
| Укупно | 2                         | 5                             | 31                                   | 3                    | 5                             |
|        |                           |                               |                                      |                      |                               |
| Пол    | Финансијско посредовање   | Некретнине                    | Државна управа и одбрана             | Образовање           | Здравствени и социјални рад   |
| Мушки  | 2                         | 2                             | 7                                    | 5                    | 5                             |
| Женски | 1                         | 2                             | 1                                    | 14                   | 13                            |
| Укупно | 3                         | 4                             | 8                                    | 19                   | 18                            |
|        |                           |                               |                                      |                      |                               |
| Пол    | Остале услужне активности | Приватна домаћинства          | Екстериторијалне организације и тела | Непознато            | Непознато                     |
| Мушки  | 3                         | 0                             | 0                                    | 9                    | 9                             |
| Женски | 2                         | 0                             | 0                                    | 6                    | 6                             |
| Укупно | 5                         | 0                             | 0                                    | 15                   | 15                            |

## Познате личности
- Лазар Сфера, румунски фудбалер